# クスリサンベツ川

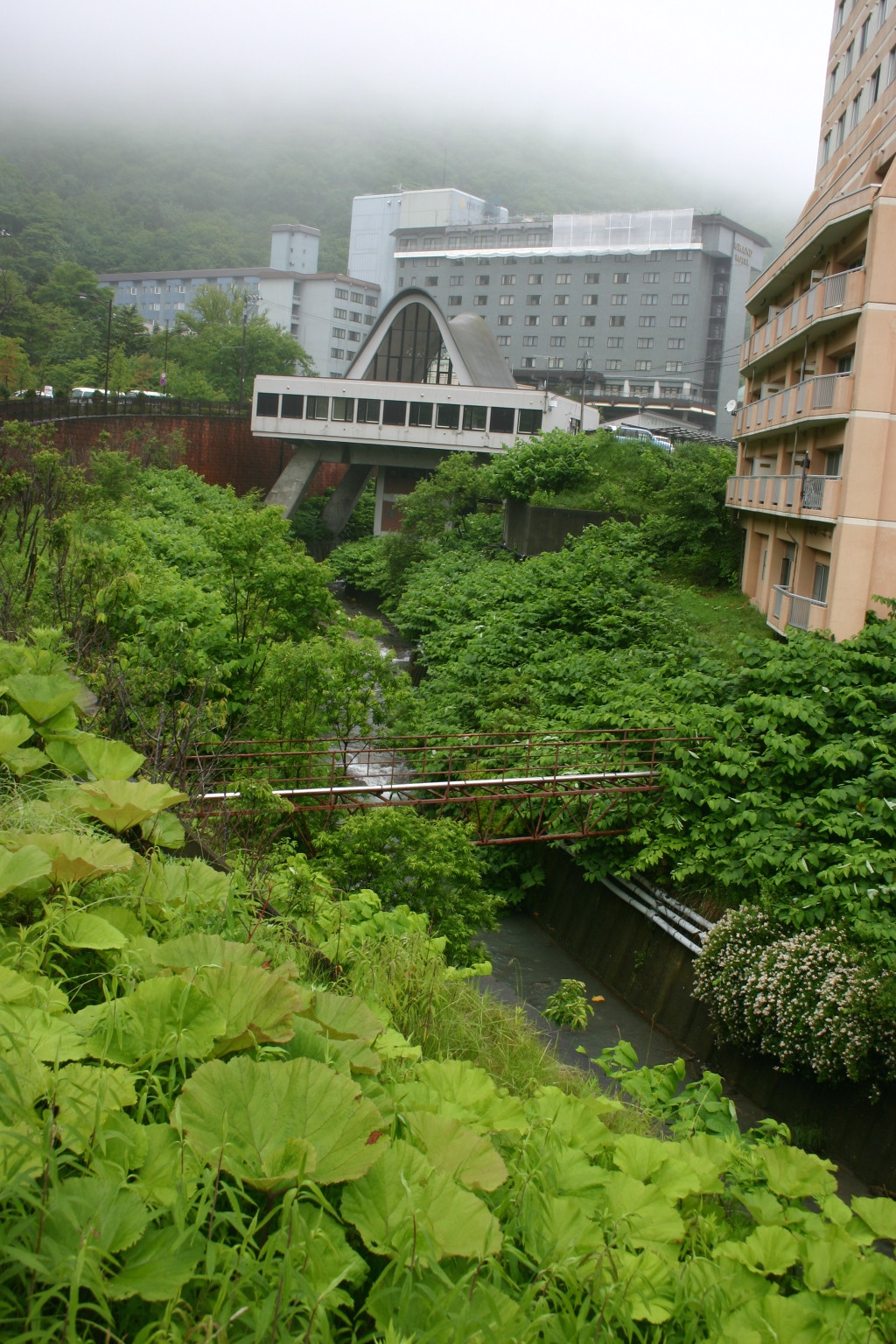
登別温泉地区のクスリサンベツ川

クスリサンベツ川（クスリサンベツがわ）は、北海道登別市を流れる登別川水系登別川支流の二級河川である。登別温泉の温泉街を流れ、温泉水が流れ込む。川の名は、アイヌ語で「薬（温泉水）が流れ下る川」を意味する「クスリ・サンケ・ペツ」から。

## 地理
北海道登別市北東部の山麓に源を発し南へ流れ、登別川に合流する。途中に登別温泉があり、温泉から出た水が流れ込み、硫黄臭が漂う。この水は合流後の登別川にも影響を及ぼすため、登別川から取水する千歳水源は合流点の手前に設けられている。また登別温泉の地区は高い擁壁に覆われ、かつ急勾配区間のため50ヶ所以上に及ぶ落差工・帯工が幾重にも連なる。
合流点の北東1キロメートルに北海道道2号洞爺湖登別線の紅葉谷橋があり、その付近から登別温泉町まで北海道道350号倶多楽湖公園線が川沿いに通る。350号沿いの谷を紅葉谷という。

## 支流
括弧内は流域の自治体
- 大湯沼川（登別市）

## 橋梁
- 勝関橋
- 湯之川橋
- 曙橋
- 五色橋
- 高砂橋
- あじさい橋
- 弥生橋
- つつじ橋 - 北海道道350号倶多楽湖公園線
- いでゆ橋 - 北海道道350号倶多楽湖公園線
- もみじ橋 - 北海道道350号倶多楽湖公園線
- せせらぎ橋 - 北海道道350号倶多楽湖公園線
- 紅葉谷橋 - 北海道道2号洞爺湖登別線